# Canton de Metz-Ville-2
Le canton de Metz-Ville-2 est une ancienne division administrative française située dans le département de la Moselle en région Lorraine.
Le canton a été supprimé lors du redécoupage de 2014 entré en application lors des élections départementales de mars 2015.

## Histoire
Le canton a été créé en 1801. Il portait alors le nom de Metz-2. Il prend son nom de Metz-Ville-2 en 1873.
En 1982, le canton est scindé en deux par le décret n°82-83 du 25 janvier 1982, une partie gardant le nom de Metz-Ville-2, l’autre partie prenant le nom de Metz-Ville-4.

## Géographie
Le canton sous sa dernière forme (entre 1982 et 2015) était situé à l'est du centre-ville et correspondait aux quartiers de l'Ancienne ville, de Bellecroix, et de Plantières Queuleu.

## Représentation

### Conseillers généraux de 1833 à 2015
| Période        | Période          | Identité                         | Étiquette     | Qualité |
| -------------- | ---------------- | -------------------------------- | ------------- | --- |
| 1833           | 1842             | Barthélemy Bompard (1784-1867)   |               | Négociant, ancien maire de Metz (1832-1833)                                                                                 |
| 1842           | 1848             | Jean Prosper Billaudel           |               | Avocat, conseiller municipal de Metz Préfet de la Moselle en 1848-1849                                                      |
| 1848           | 1871             | Philippe Félix Maréchal          |               | Médecin, maire de Metz (1854-1871)                                                                                          |
| 1871           | 1919             | Annexion allemande               |               | |
| 1919           | 1931             | Édouard Moncelle                 | URD puis Ind. | Ingénieur Député (1924-1942)                                                                                                |
| 1931           | 1940             | Émile Hennequin (1870-1958)      | URD           | Négociant en vins, adjoint au maire de Metz, conseiller d'arrondissement                                                    |
| 1940           | 1944             | Annexion allemande               |               | |
| 1945           | 1967             | Bertrand de Maud'huy (1902-1982) | DVD           | Administrateur de sociétés Membre du Conseil économique et social                                                           |
| 1967           | 1973             | Georges Oehmke                   | DVD           | Poissonnier, ancien résistant, adjoint au maire de Metz                                                                     |
| 1973           | 1979             | Jean Laurain                     | PS            | Professeur de l'enseignement secondaire Député (1978-1981 et 1986-1993) Ministre (1981-1986)                                |
| 1979           | 2002 (démission) | Denis Jacquat                    | UDF           | Médecin hospitalier Député (1986-2017) Adjoint au maire de Metz (1997-1998 et 2001-2008)                                    |
| 6 octobre 2002 | 2004             | Philippe Grégoire                | SE            | Secrétaire Administratif de Préfecture Suppléant de Denis Jacquat Adjoint au maire de Metz                                  |
| 2004           | 2011             | Christiane Pallez                | PS            | Inspectrice d'Académie, inspectrice pédagogique régionale en sciences médico-sociales Adjointe au maire de Metz (2008-2020) |
| 2011           | 2015             | Denis Jacquat                    | UMP           | Député Elu en 2015 dans le Canton de Metz-2                                                                                 |

### Conseillers d'arrondissement (de 1833 à 1940)
Pas de conseillers d'arrondissement de 1919 à 1925.
| Période                                  | Période | Identité                       | Étiquette | Qualité |
| ---------------------------------------- | ------- | ------------------------------ | --------- | --- |
| 1833                                     |         | Jean-Baptiste Sido (1792-1860) |           | Pharmacien, adjoint au maire de Metz                                                                          |
|                                          |         |                                |           | |
| 1852                                     |         | Israël Schwabe                 |           | Fabricant, Président du Conseil des Prudhommes, membre du Consistoire israélite, conseiller municipal de Metz |
|                                          |         |                                |           | |
| 1925                                     | 1931    | Émile Hennequin                | FR        | Adjoint au maire de Metz                                                                                      |
|                                          |         |                                |           | |
| 1934                                     | 1940    | Charles Chrétien               |           | Administrateur des hospices civils de Metz                                                                    |
| 1940                                     |         |                                |           | Les conseils d'arrondissement ont été suspendus par la loi du 12 octobre 1940 et n'ont jamais été réactivés   |
| Les données manquantes sont à compléter. |         |                                |           | |

## Composition
Le canton comprenait une fraction de la commune de Metz. Il comptait 24 716 habitants (population municipale) au 1er janvier 2012.
| Nom              | Code Insee | Intercommunalité      | Population (dernière pop. légale)                |
| ---------------- | ---------- | --------------------- | ------------------------------------------------ |
| Metz (chef-lieu) | 57463      | Eurométropole de Metz | Fraction : 24 716(2012) Commune : 117 619 (2014) |

## Démographie
| 1962 | 1968 | 1975 | 1982 | 1990 | 1999 | 2009 |
| ---- | ---- | ---- | ---- | ---- | ---- | ---- |
| -    | -    | -    | -    | -    | -    | -    |